# Schloss Valmer

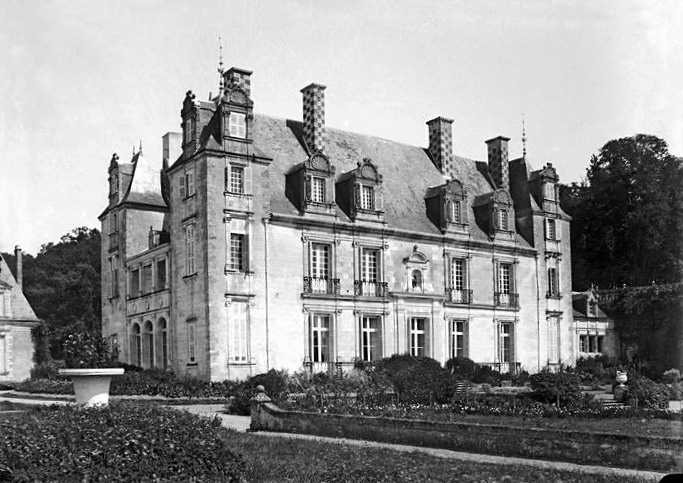
Schloss Valmer Anfang des 20. Jahrhunderts, Ansicht von Südwesten

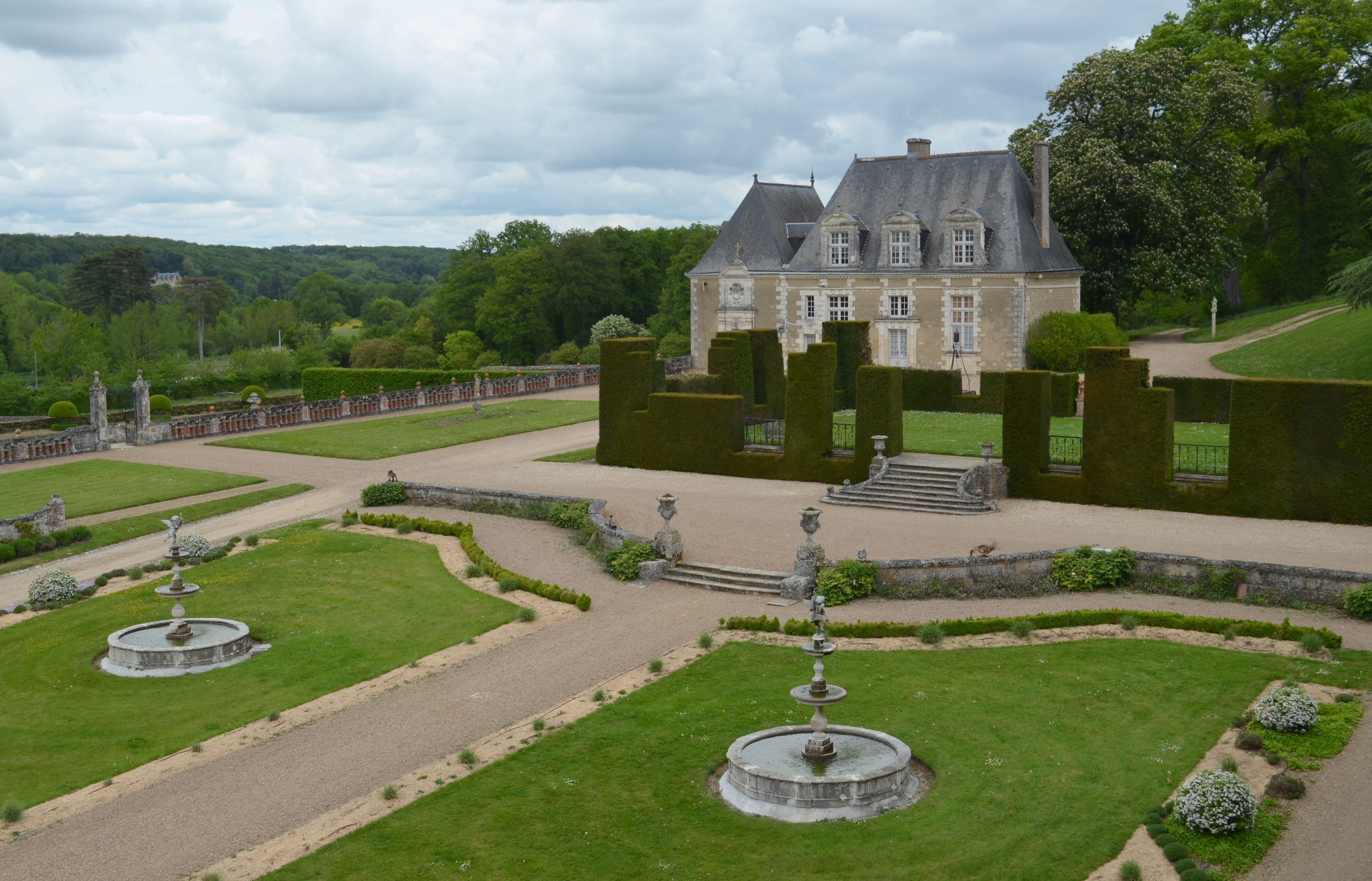
Blick von der Oberen Terrasse zum Petit Valmer

Das Schloss Valmer (französisch Château de Valmer) ist eine Schlossanlage nordöstlich von Chançay, einer französischen Gemeinde im Département Indre-et-Loire der Region Centre-Val de Loire. Es entstand ab 1524 durch Umbau einer mittelalterlichen Burg der Familie Binet und wurde in der zweiten Hälfte des 17. Jahrhunderts umgestaltet und erweitert. Nach zahlreichen weiteren Veränderungen und Instandsetzungen während des 19. und 20. Jahrhunderts wurde das Hauptgebäude durch ein Feuer im Jahr 1948 fast vollständig zerstört. Die Reste der Anlage im Stil der Neorenaissance gehören zu den zahlreichen Schlössern im Loiretal und stehen gemeinsam mit dem dazugehörigen terrassierten Barockgarten seit dem 1. Mai 1930 als eingeschriebenes Monument historique unter Denkmalschutz. Schlosspark und -garten sind seit 2004 als Jardin remarquable ausgezeichnet. Sie können zusammen mit der in den Felsen gehauenen Schlosskapelle entgeltlich besichtigt werden, wovon pro Jahr 12.000 Besucher Gebrauch machen.

## Geschichte
Im Jahr 1434 wurde Valmer das erste Mal genannt. Zu jener Zeit war es im Besitz von Catherine de Bueil, die somit die erste namentlich bekannte Besitzerin der Domäne war. Am 23. Juli 1461 kaufte diese Jacques Binet. Dessen Sohn Macé wurde im Jahr 1500 als Eigentümer aufgeführt. Aus seiner Ehe mit Jeanne Briçonnet stammte der Sohn Jean, Maître dʼhôtel des Königs und der Königin von Navarra. Er ließ die bis dahin bestehende mittelalterliche Burg in der Zeit von 1524 bis 1529 umfassend verändern und zu einem wohnlicheren Schloss gestalten. Zeitgleich wurde in den Tufffelsen, auf dem das Schloss steht, eine Schlosskapelle gehauen, die am 28. November 1529 durch den Bischof von Autun eingesegnet und am 13. März 1535 geweiht wurde. Als während der Hugenottenkriege 1562 protestantische Soldaten das Schloss plünderten, gehörte es Jean Coustely, dem Bürgermeister von Tours. Um an das auf dem Schlossareal vermutete Geldversteck der Familie zu kommen, schreckten die Plünderer nicht davor zurück, Jeans Tochter zu foltern und ihr die Fußsohlen zu verbrennen.

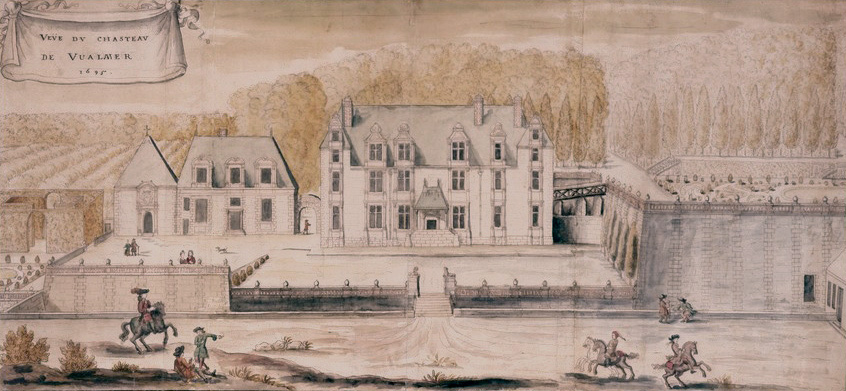
Schloss Valmer auf einem Aquarell von 1695

Jeans Nachfahre Claude Coustely verkaufte Valmer am 23. Mai 1640 an einen Berater Ludwigs XIII., Thomas Bonneau, der umfassende Umgestaltungen und Erweiterungen an der Schlossanlage vornahm. Die Innenräume des Schlosses wurden im Stil Louis-treize überarbeitet, und nordöstlich des Schlossgebäudes ließ Bonneau 1646 bis 1647 einen Pavillonbau im gleichen Stil als Unterkunft des Schlossverwalters errichten. Weil der neue Schlossherr die alte Felsenkapelle als zu dunkel und zu feucht empfand, entstand an der Westseite des Petit Valmer genannten Verwalterhauses eine neue Kapelle, die am 25. Oktober 1647 gesegnet wurde. Südlich des Schlosses ließ Bonneau zudem neue Wirtschaftsgebäude bauen und das Tor als Eingang zum Schlossgelände errichten. Auch die heutigen Gärten und der Schlosspark gehen auf Thomas Bonneau zurück. Zwar gab es schon seit dem ersten Schloss aus dem 16. Jahrhundert einen zugehörigen Terrassengarten nach Vorbildern der italienischen Renaissancegärten, aber Bonneau ließ sie in barocker Manier überarbeiten und zusätzlich die Obere Terrasse (französisch Haute terrasse) anlegen. In die neu gestalteten Gartenanlagen und den Park stellte er zahlreiche Vasen und Statuen. Bekannt ist die von ihm bei dem Bildhauer Jacques Sarazin in Auftrag gegebene Statue aus weißem Marmor, die Leda und Zeus (als Schwan) zeigt und sich seit 1980 im New Yorker Metropolitan Museum of Art befindet.

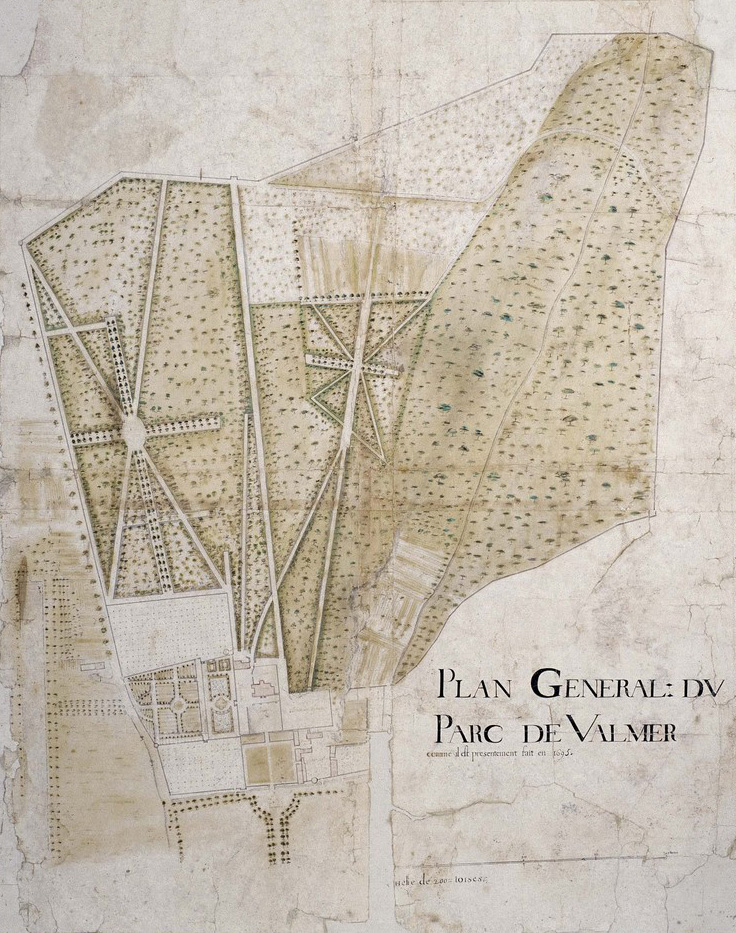
Plan der Schlossanlage von 1695

Nach dem Tod Thomas Bonneaus ging das Anwesen durch zahlreiche Hände und gehörte nie lange einem Eigentümer. Für das Jahr 1691 ist Etienne-Dominique Chaufourneau als Eigentümer überliefert, doch schon 1703 gehörte Valmer Gatien Pinon. 1736 stand das Anwesen wieder zum Verkauf und wurde von einem Herrn Duvelaer, dem Kommandanten des Lorienter Hafens, erworben, ehe es zehn Jahre später Nicolas Chaban de La Rivière am 5. Juli 1746 kaufte. Seine Nachfahren blieben bis 1888 Eigentümer. Er mehrte den Besitz durch Zukauf der benachbarten Seigneurie La Côte am 17. April 1756. Bei seinem Tod 1763 hinterließ er das Schloss samt zugehörigem Landbesitz seiner Schwester Marie Chaban und ihrem Ehemann Jacques Valleteau de Chabrefy, die es 1766 ihrem Sohn, dem Baron Thomas Valleteau de Chabrefy, vermachten. Nach dessen Tod im Mai 1792 kam das Schloss an seine Witwe Marie-Françoise Barré. Am 4. August 1810 wurde die Seigneurie La Côte wieder vom Besitz abgeteilt und Jérôme, dem jüngeren Sohn Marie-Françoises, übergeben. Der ältere Sohn Thomas (II.) sollte im Gegenzug Valmer erben, was im November 1825 geschah. Thomas (II.) ließ 1826 die Fresken in der jüngeren Schlosskapelle restaurieren, wovon seine Wappenkartusche in der Kapelle zeugt. Möglicherweise ließ er auch die heute noch erhaltene hohe dorische Säule im Zentrum des Hainbuchenlabyrinths sowie zahlreiche Vasen im Garten aufstellen. Sie stammen wahrscheinlich vom Schloss Chanteloup, das ab 1823 Stück für Stück niedergelegt und verkauft wurde.
Als Thomas (II.) im Januar 1846 verstarb, folgte ihm sein Sohn Jérôme-Charles Valleteau de Chabrefy als Schlossbesitzer nach. Er ließ das Anwesen ab Juni 1847 modernisieren und im Stil der Neorenaissance verändern. Dazu engagierte er den bekannten Architekten Félix Duban, der sich mit der vier Jahre zuvor begonnenen Restaurierung des Schlosses Blois einen Namen gemacht hatte. Was genau Duban an Umgestaltungsvorschlägen machte und ob diese auch umgesetzt wurden, ist jedoch nicht bekannt. Weil seine Rechnung an Jérôme-Charles Valleteau de Chabrefy sehr niedrig ausfiel, geht die Forschung davon aus, dass sein Anteil an den Veränderungen nur sehr gering war. Einen wesentlich größeren Anteil an den Umgestaltungen hatte Dubans Schüler Jules Potier de La Morandière, nach dessen Plänen in der Zeit von 1855 bis 1856 zahlreiche Umgestaltungen vorgenommen wurden. Mit Ausnahme der Nordostseite wurden alle Fassaden durchgreifend verändert, indem unter anderem die Kreuzstockfenster entfernt und die renaissancezeitlichen Lukarnen ersetzt wurden. Das Hauptportal an der zum Ehrenhof zeigenden Südwestseite erfuhr ebenso eine Umgestaltung wie die Nordwestseite, an der de La Morandière zwischen zwei Ecktürmen eine zweigeschossige Galerie einfügen ließ. Außerdem wurde dem Hauptgebäude an der Südostseite ein niedriger, eingeschossiger Küchenflügel angefügt. Die Veränderungen erstreckten sich jedoch nicht nur auf das Hauptschloss, sondern umfassten auch Wirtschafts- und Nebengebäude. So wurde zum Beispiel die alte Mühle 450 Meter nordwestlich des Schlossbaus 1855 abgerissen und an ihrer Stelle eine Unterkunft für den Pächter des Wirtschaftshofs sowie eine neue Scheune errichtet.

Schloss Valmer vor (um 1900) …
… und nach den Veränderungen (um 1910)

Bei Jérôme-Charles Tod 1874 ging der Besitz an seine drei Kinder aus der Ehe mit Marie Amélie de Bonnard, Jérôme, Henriette und Marguerite. Sie verkauften Valmer im September 1888 an Paul Lefèvre, einen Börsenmakler aus Paris. Dieser engagierte nur sieben Monate nach dem Kauf den Architekten Léon-Auguste Brey, um ab 1889 auch noch die bisher unveränderte Nordostfassade des Hauptgebäudes umzugestalten. Zusätzlich wurde das Obergeschoss der Galerie an der Nordwestseite vor 1902 durch eine Loggia mit Rundbögen und dorischen Säulen ersetzt. Um den Zeitraum von 1890 bis 1900 ließ Lefèvre außerdem die Felsenkapelle neu gestalten. Einige der Gartenvasen wurden von ihm um 1900 weggegeben und befinden sich heute im Schloss Pierrefitte in Auzouer-en-Touraine. Im Gegenzug schaffte er andere Vasen und auch Säulen an, um sie im Schlossgarten aufzustellen, und ließ zwei Gewächshäuser errichten. Nach seinem Tod 1925 wurde das Schloss durch seine Witwe und seine Tochter Renée sowie deren Mann Adhémar Barré de Saint-Venant bewohnt, als in der Nacht vom 20. Oktober 1948 durch ein vergessenes Bügeleisen ein Feuer im Hauptgebäude ausbrach. Nur wenige Teile des Gebäudes wurden nicht durch den Brand zerstört, darunter der Keller, zwei Treppen, die Loggia und der Küchenflügel. Das Hauptschloss stand jedoch 20 Jahre lang als ungesicherte Brandruine da, ehe die Reste im August 1968 endgültig niedergelegt wurden. 1949 gab es zwar den Plan, einen Teil des Schlosses wiederaufzubauen, um darin ein Altersheim einzurichten, doch dieser wurde nicht realisiert. Lediglich der Orangerie genannte Küchenflügel erfuhr durch den Architekten Maurice Boillé eine Instandsetzung. Die Arbeiten waren nur eine von insgesamt vier Renovierungsmaßnahmen, die während des 20. Jahrhunderts vorgenommen wurden.
Die heutigen Schlosseigentümer Aymar de Saint-Venant, ein Urenkel Paul Lefèvres, und seine Frau Alix halten die ausgedehnten Gartenanlagen instand und haben sie für Besucher geöffnet. Außerdem bewirtschaftet das Paar gemeinsam mit seinem Sohn Jean die zum Schloss gehörenden Weinanbauflächen und vermietet die Orangerie für Feste und Empfänge.

## Beschreibung

Schematischer Lageplan des Schlosses

Schloss Valmer liegt im Tal der Brenne an einem Hang am östlichen Flussufer. Die Architektur samt Terrassengärten und Schlosspark präsentiert sich dem Besucher als ein typisches Ensemble des 16. und 17. Jahrhunderts.

### Architektur

#### Hauptgebäude
Der Standort des einstigen Hauptschlosses wird heute durch in Form geschnittene Eiben markiert. Er lag mittig in der von Südwesten nach Nordosten verlaufenden Achse der Anlage. Die zwei Geschosse des rechteckigen Gebäudes waren von einem Walmdach bedeckt. An drei der Ecken standen dreigeschossige Viereckstürme. Die fünfachsige zum Ehrenhof gelegene Südwestseite war als Schaufassade gestaltet. Über dem mittig gelegenen Haupteingang befand sich eine statuenbesetzte Nische, die von einem Rundbogengiebel bekrönt war. Die Lukarnen im Dachgeschoss besaßen an dieser Seite Giebel in Muschelform, während die Lukarnen an der nordöstlichen Längsseite des Gebäudes reich skulptierte Giebel in anderer Form aufwiesen. Die dortige Fassade besaß nach Veränderungen am Ende des 19. Jahrhunderts auch wieder Kreuzstockfenster. Zwischen den beiden Ecktürmen an der Nordwestseite stand ein zweigeschossiger Galeriebau, dessen Fenster im Erdgeschoss von Pilastern gerahmt waren. Das obere Geschoss war als Loggia ausgebildet. Ihre drei Rundbögen wurden von dorischen Säulen getragen, zwischen denen sich eine Brüstung befand. Der Bau war von einem hohen Walmdach abgeschlossen. Bis in das 19. Jahrhundert führte eine Zugbrücke von der Südostseite des ersten Geschosse zur Oberen Terrasse des Gartens.
Im Erdgeschoss des Hauptgebäudes lag neben zwei Wohnräumen, einem Treppenhaus, einem Büro und einer großen Küche ein Großer Salon (französisch Grand Salon) genannter Raum, dessen zentrales Deckengemälde dem Maler François Lemoyne zugeschrieben wurde. Es war von Eckmedaillons in Grisailletechnik umgeben. Die Bibliothek des Schlosses besaß eine bemalte Balkendecke und einen Kamin, der ein Porträt des französischen Königs Heinrich IV. zeigte. Dieser Kamin blieb bei dem Feuer 1948 unbeschädigt, und der Graf Saint-Venant verkaufte ihn anschließend, sodass er später in einem Schloss in der Normandie installiert wurde. Ein weiterer bemerkenswerter Kamin stand im Esszimmer. Er war aus alten Steinfragmenten des 15. und 16. Jahrhunderts zusammengesetzt und dort Mitte des 19. Jahrhunderts installiert worden. Zu den wenigen Teilen, die von dem Brandunglück verschont blieben, zählte auch ein Türsturz aus Tuffstein von der Nordostfassade des Hauptschlosses. Er zeigt einen Hirschkopf als Vollrelief und ist heute am Kamin in der Orangerie angebracht. Im ersten Obergeschoss lagen sechs Wohn- und einige Wirtschaftsräume, im Dachgeschoss befanden sich zusätzlich noch diverse kleinere Zimmer.

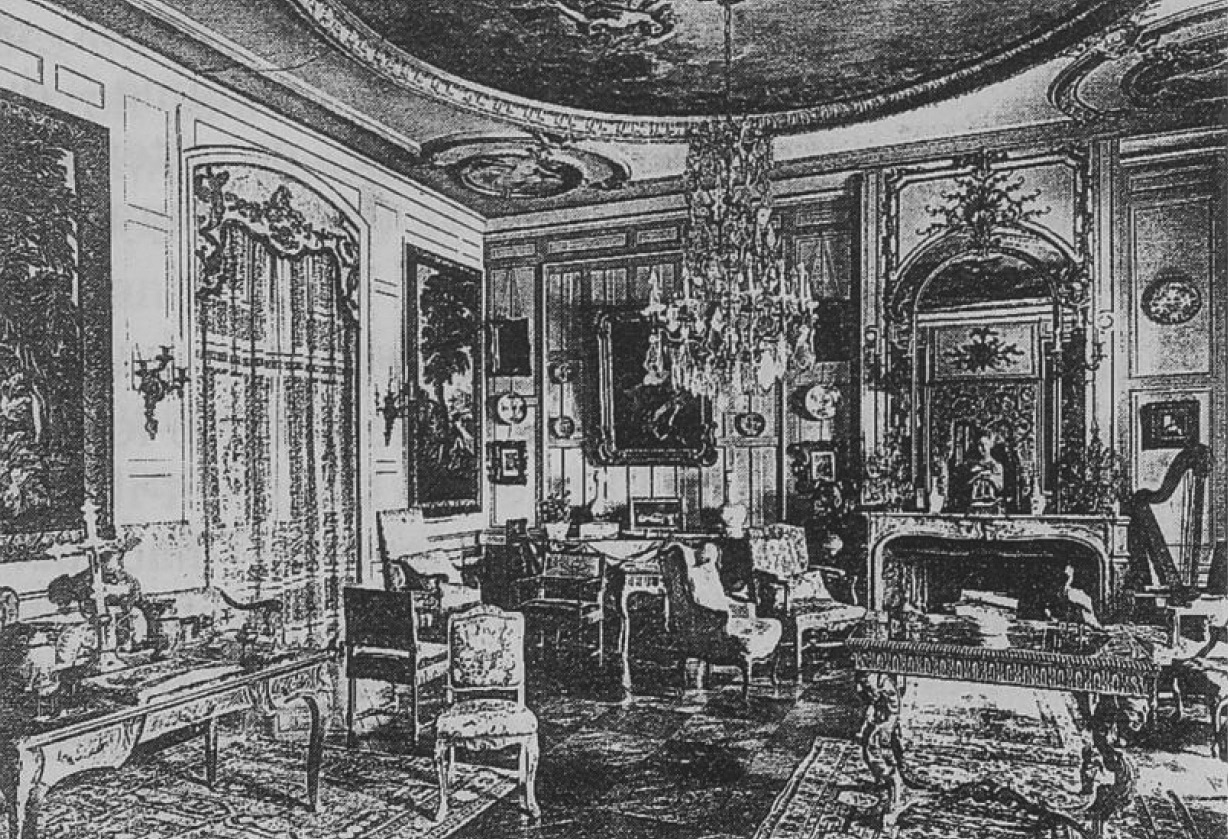
Der Große Salon um 1925
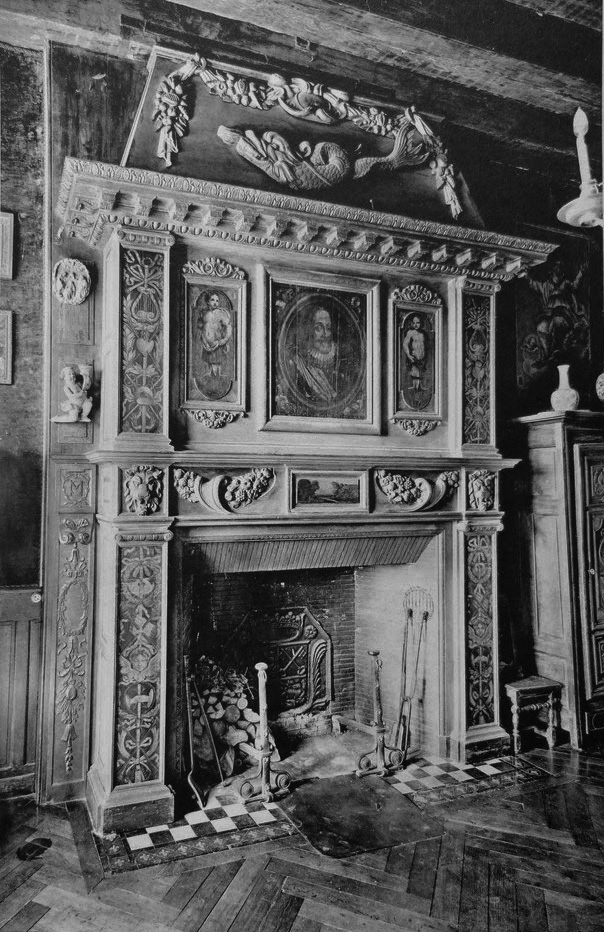
Kamin mit dem Porträt Heinrichs IV.
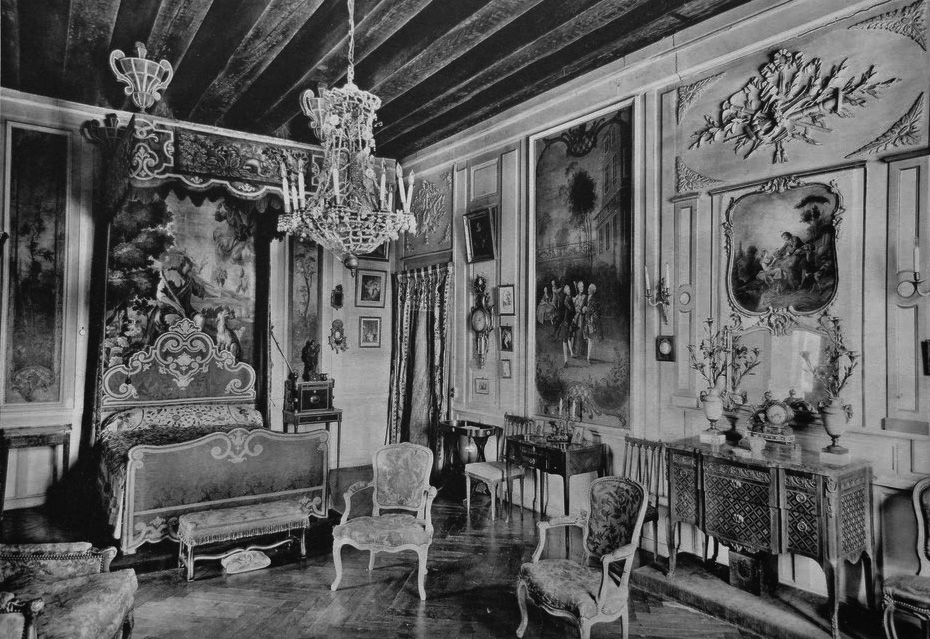
Schlafzimmer im Obergeschoss
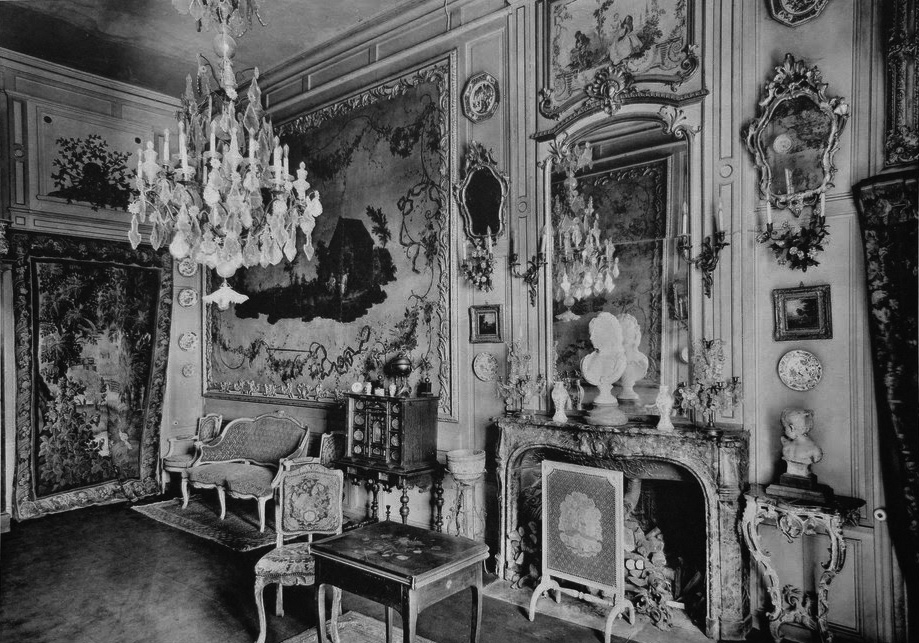
Kleinerer Salon

#### Petit Valmerund Felsenkapelle

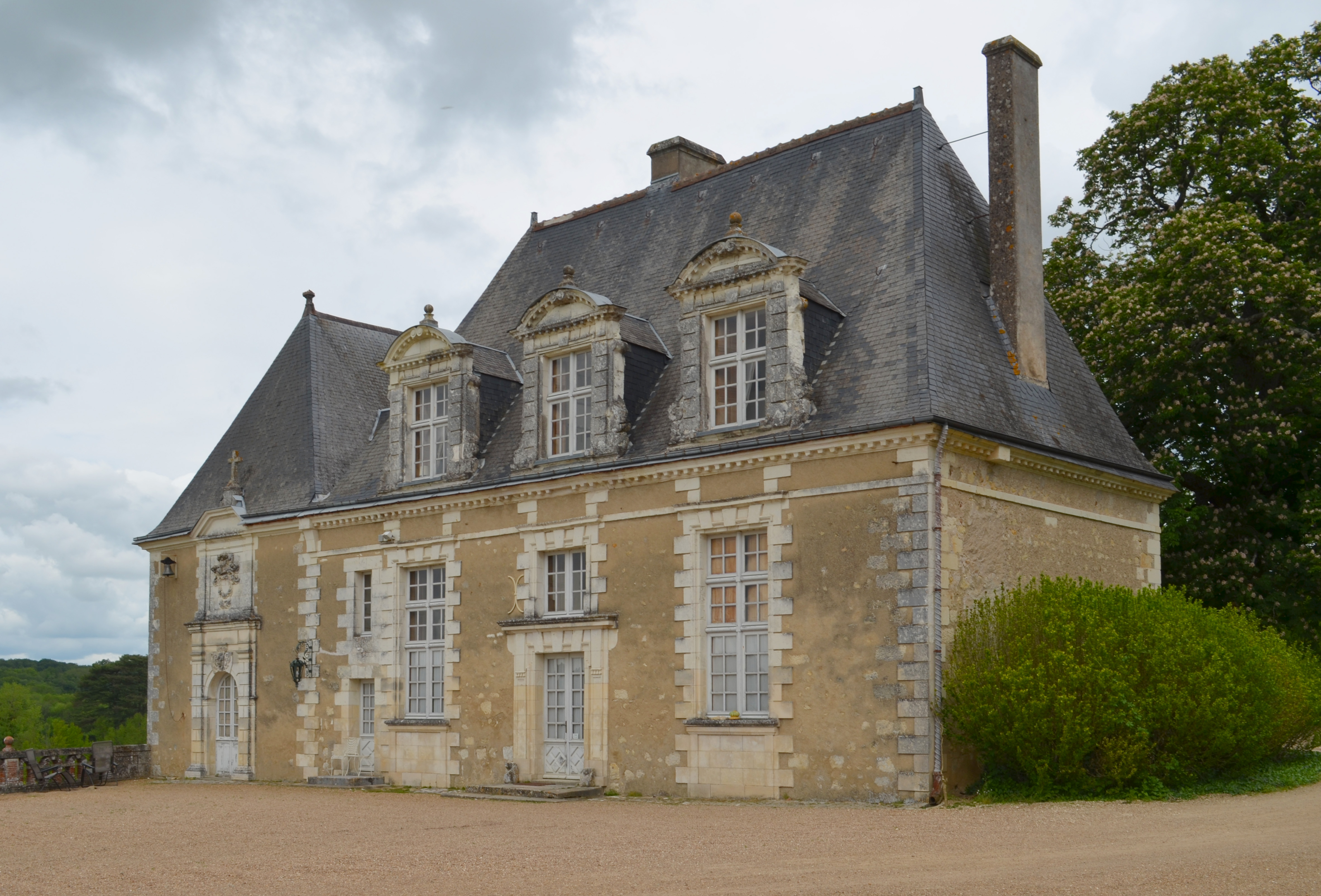
Das Petit Valmer, Südseite

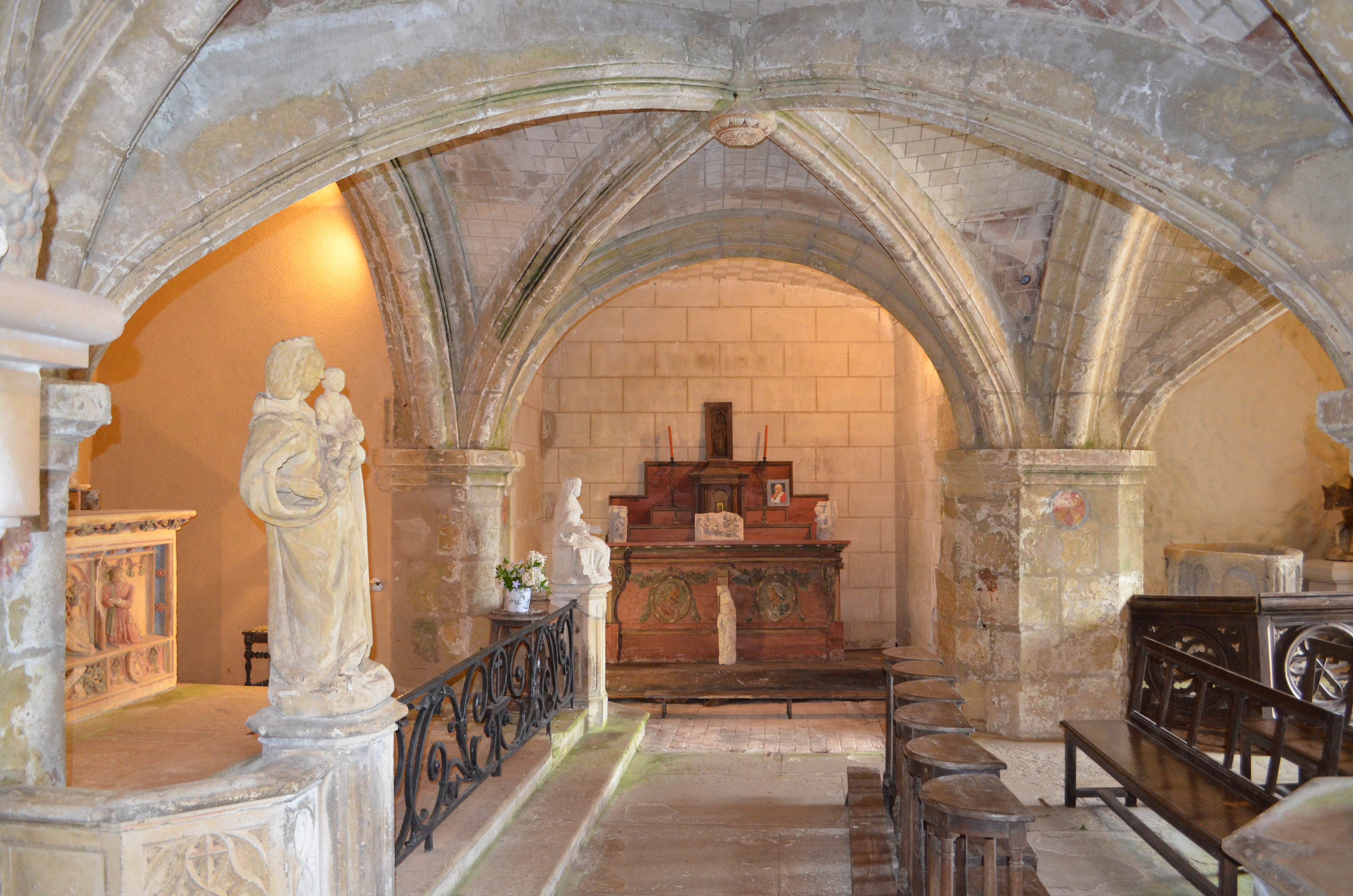
Innenansicht der Felsenkapelle

Das 1647 erbaute Petit Valmer dient den heutigen Schlosseigentümern als Wohnsitz. Der eingeschossige Pavillonbau besitzt ein schiefergedecktes Walmdach. An seiner nordwestlichen Seite schließt sich die ehemalige Schlosskapelle an, die noch bis 1890 in Gebrauch war. Ihre Innenausstattung ist noch erhalten, darunter Fresken mit Szenen aus dem Leben Christi und Mariä Himmelfahrt. Die Malereien wurden 1935 restauriert.
In den Tufffelsen, auf dem die obere Gartenterrasse liegt, wurde in der ersten Hälfte des 16. Jahrhunderts eine zweischiffige Kapelle geschlagen. Zugang in ihr Inneres gewährt ein korbbogiger Eingang, über dem sich eine Nische mit der Statuette des heiligen Rochus und ein neugotischer Kielbogen befindet. Diese Gestaltung ist jedoch nicht aus der gleichen Zeit wie die Kapelle, sondern stammt erst vom Ende des 19. Jahrhunderts. Jedes der zwei Kapellenschiffe besitzt ein flaches, zweijochiges Kreuzrippengewölbe, wobei das Hauptschiff durch eine kleine Altarnische verlängert ist. Darin steht ein Altar, dessen Stipes an der Vorderseite von einem Relief in Form eines Triptychons geschmückt ist. Es zeigt in der Mitte eine Pietà, die an den Seiten von den Porträts und Wappen der beiden Stifter gerahmt ist. Bei diesen handelt es sich im Jean Bernard, der von 1441 bis 1466 Erzbischof von Tours war, und seinen Neffen Guy. Das Relief stammt ursprünglich aus der erzbischöflichen Sommerresidenz in Vernou-sur-Brenne und wurde unter Paul Lefèvre am Altar angebracht. Er ließ auch die beiden Fenster mit Glasmalereien aus dem 16. Jahrhundert in der Kapelle installieren. Sie zeigen die Heilung einer Besessenen und das Spinnenwunder. In zwei kleinen Nebenkapellen an den Längsseiten der Schiffe stehen zum einen ein vielfarbiger Holzaltar und zum anderen ein romanischer Taufstein sowie eine bunt bemalte Steinstatue des heiligen Martins aus den 1530er Jahren. Die Figur wurde 2012 restauriert. Eine große Tontafel mit Inschrift erinnert an die Gründung und Segnung der Kapelle im Jahr 1529.

#### Wirtschaftsgebäude
Die Wirtschaftsgebäude des Schlosses gruppieren sich an drei Seiten um einen kleinen Hof in der südlichen Ecke des Schlossareals. Die drei Gebäude an der nordwestlichen Hofseite dienten früher als Pferdeställe, Unterkunft für Kutscher und Pferdeknechte sowie als Weinpresse. Alle besitzen im Dachgeschoss einen Kornspeicher und grenzen den Wirtschaftshof von einer der Gartenterrassen ab. An der zur Straße zeigenden Südwestseite steht ein wuchtiger Rundturm mit flachem Kegeldach. Er diente früher als Taubenturm und war mit seinen 1339 Nistlöchern im Inneren für rund 3000 Vögeln ausgelegt. Weitere Gebäude, die zur Schlossökonomie gehörten, waren eine Molkerei, eine Remise, ein Backhaus, Kuh- und Schweineställe, Schuppen und ein Zwinger für die Meute der Jagdhunde. Das Kuriose an den Wirtschaftsgebäuden ist, dass ihre zum Hauptgebäude zeigenden Dachseiten mit teurem Schiefer gedeckt sind, während die vom Schloss abgewandten Seiten eine Deckung mit preiswerteren, roten Ziegeln besitzen.

### Schlosspark und -garten

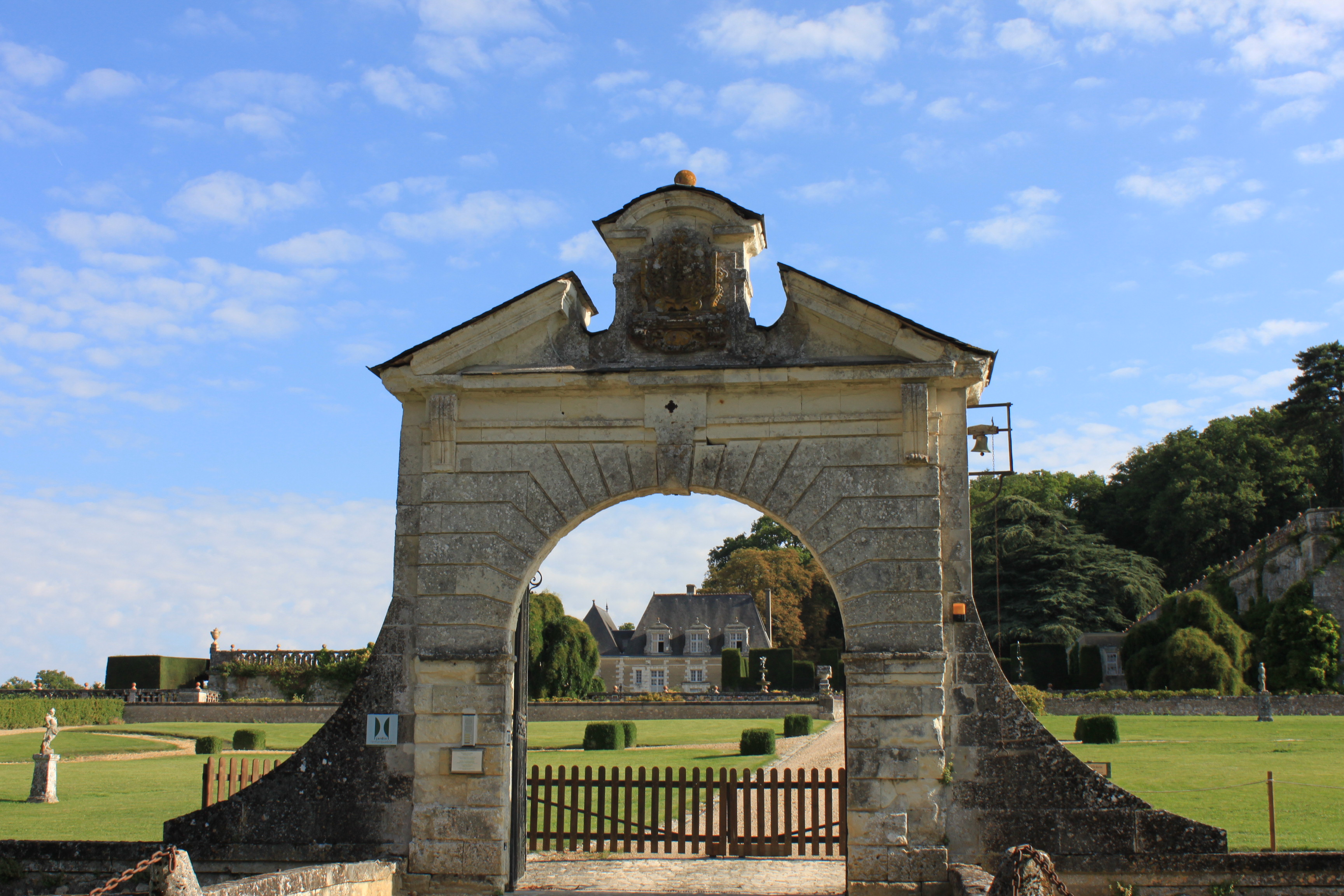
Eingangsportal des Schlosses

Der zum Schloss gehörige Park und Garten ist vollständig von einer Mauer umschlossen, an deren Nordwestseite zwei Rundtürme stehen. Eine mit Rosskastanien bepflanzte, rund 450 Meter lange Allee führt von Südwesten auf das Schloss zu und öffnet sich in einem Halbkreis vor einem großen rustizierten Portal mit Gittertor und gesprengtem Dreiecksgiebel. Dahinter beginnt der Terrassengarten, der im 17. Jahrhundert entlang zweier Achsen angelegt wurde. Die erste verläuft in Verlängerung der Allee von Südwesten nach Nordosten, durchquert nach dem Eingangstor die von drei Wirtschaftsgebäuden aus dem Jahr 1650 flankierte Vorterrasse (französisch Terrasse des devants), überquert mittels einer dreibogigen Steinbrücke den fast 15 Meter breiten Trockengraben, um schließlich nach der Terrasse der Florentiner Brunnen (französisch Terrasse des fontaines florentines) und dem einstigen Schlossstandort im Waldpark zu enden. Die zweite Achse beginnt im Südosten und endet im Nordwesten. Sie überwindet dabei insgesamt acht verschiedene Höhenniveaus und einen Höhenunterschied von 30 Metern. Sie startet an einer Böschung mit Eiben und Hibiskussträuchern, verläuft weiter über die Obere Terrasse (französisch Haute terrasse) und die Terrasse der Florentiner Brunnen, durchquert die Terrasse der lothringischen Vase (französisch Terrasse du vase de Lorraine) und die Leda-Terrasse (französisch Terrasse de Leda), um über eine Treppe zur Terrasse der Anduz-Vasen (französisch Terrasse des vases dʼAnduz) zu gelangen und nach Durchquerung des Küchengartens schließlich jenseits einer Straße am Großen Kanal (französisch Grand Kanal), der durch die Brenne gespeist wird, zu enden.

#### Terrassengarten
Der fünf Hektar große terrassierte Garten war bei seiner Anlage von den italienischen Renaissancegärten inspiriert, erfuhr aber später eine Umgestaltung zu einem typischen Barockgarten und besitzt heute in etwa das Aussehen, das er bereits 1695 aufwies. Die einzelnen Terrassen, die durch niedrige Mauern, Ziegelsteinbrüstungen und Treppen voneinander getrennt sind, tragen Namen, die aus ihrer Form und ihrer Dekoration resultieren.

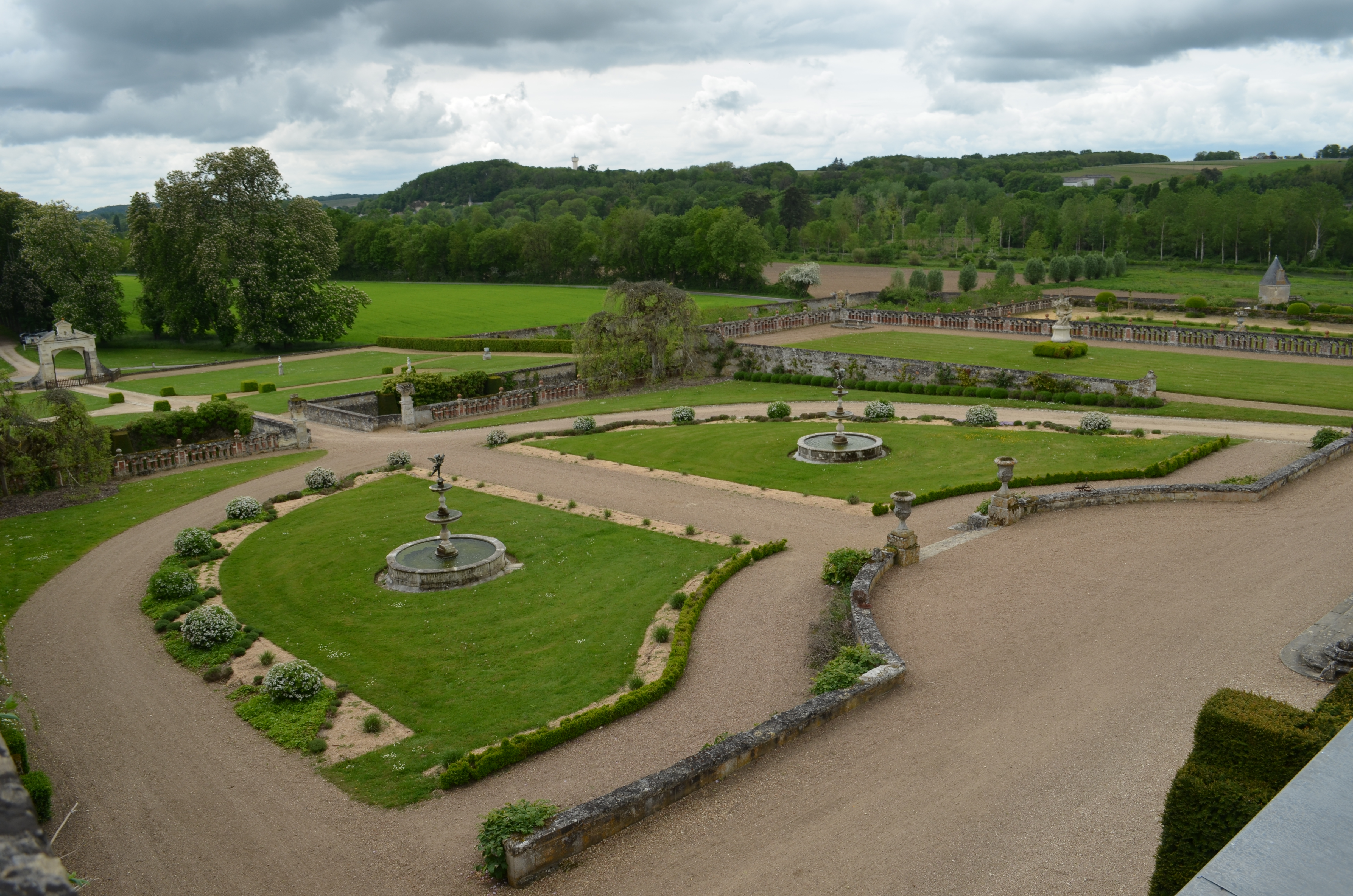
Blick von der Oberen Terrasse auf die Terrasse der Florentiner Brunnen, rechts im Hintergrund die Terrasse der lothringischen Vase

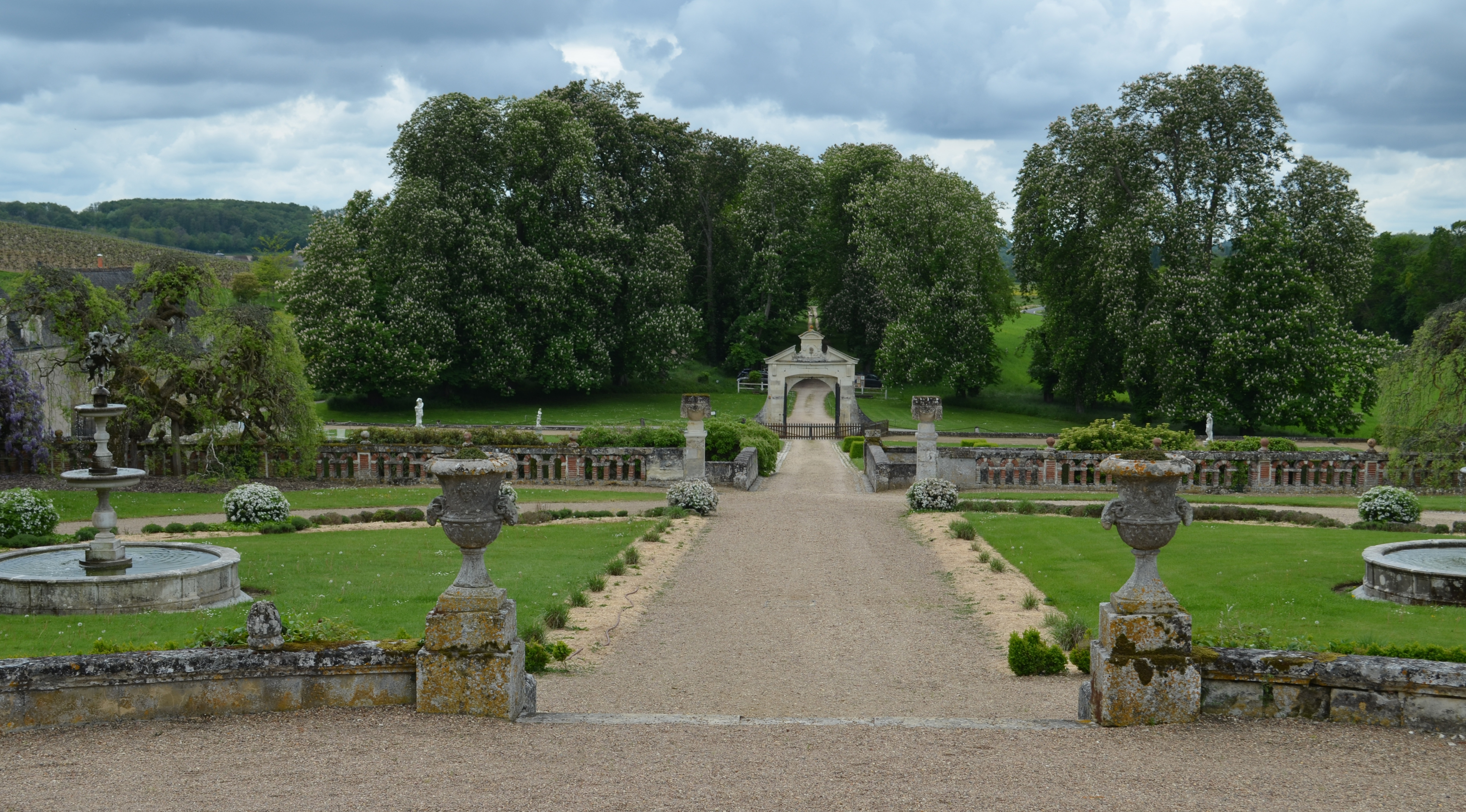
Blick vom einstigen Schlossstandort zum Schlossportal

Auf der von einer Brüstung abgeschlossenen Oberen Terrasse befindet sich ein Labyrinth aus Formschnitthainbuchen. In dessen Zentrum steht eine hohe, schlanke Säule mit Vase als oberem Abschluss, die ursprünglich vom Schloss Chanteloup stammen. Von dort ist die Terrasse der Florentiner Brunnen erreichbar. Sie trägt ihren Namen nach den zwei italienischen Vorbildern nachempfundenen Brunnen, die dort aufgestellt sind. Sie besitzen je drei Wasserschalen und sind von einem Putto aus Bronze bekrönt. Die Bepflanzung der Terrasse besteht aus Armands Waldreben, sehr alten Pfingstrosen, Glyzinen, Rosen der Sorte Pierre de Ronsard, rosa- und weißblühenden Tabakpflanzen sowie Salbei, Dahlien und Hundskamille. Am südwestlichen Rand der Terrasse stehen zwei große Japanische Schnurbäume. Ihre langen Äste reichen hinunter bis in den Trockengraben. Sie zählen gemeinsam mit einer uralten Zeder zu den drei bemerkenswerten Solitärbäumen des Schlossgartens.
Der 1979 neu bepflanzte Trockengraben des Schlosses bildet noch einmal einen kleinen Garten für sich. Er ist über eine in den Felsen gehauene Wendeltreppe aus dem 15. Jahrhundert von der Leda-Terrasse erreichbar. Im Graben wachsen unter anderem verschiedene Arten von Hortensien und Baldrian. In Form geschnittene hohe Sträucher imitieren Strebepfeiler.
Die Brunnenterrasse wird an ihrer Westseite von der Terrasse der lothringischen Vase begrenzt und liegt mit dieser auf einer Ebene. Südwestlich der Brunnenterrasse liegt – von dieser durch den tiefen Trockengraben getrennt – die symmetrisch gestaltete Vorterrasse. Sie bildet eine Art Vorhof, der durch gerade Wege in vier Vierecke geteilt ist. Nordwestlich davon liegt eine, ebenfalls symmetrisch gestaltete Obstwiese.
Über eine Treppe gelangt der Besucher von der Terrasse der lothringischen Vase auf die tiefer gelegene Leda-Terrasse. Sie erhielt den Namen von einer früher in ihr aufgestellten Marmorstatue, die von dem Bildhauer Jacques Sarazin angefertigt wurde. Sie ist aber mittlerweile durch die Statue einer männlichen Figur ersetzt worden. Auf der Terrasse finden sich vor allem weißblühende Pflanzen, so zum Beispiel die Rosensorten Avon und Marie Pavié sowie Myrtofolio-Kirschlorbeer. Am Fuße der von Gutedelreben bewachsenen Mauer stehen Schwertlilien, Lavendel und Prachtkerzen. Der heutige Pflanzenbestand stammt aus dem Jahr 1999, als dieser Gartenteil gemäß den Originalplänen aus dem 17. Jahrhundert neu bepflanzt wurde.
Eine doppelläufige Treppe aus dem 18. Jahrhundert mit zwei große Löwenstatuen aus Stein am oberen Ende führt auf eine weitere, sechs Meter tiefer gelegene Ebene, auf der die Terrasse der Anduz-Vasen liegt. Deren Bepflanzung wird vor allem durch in Form geschnittene Eiben und Chinesische Lagerströmien der Sorte Sommerabend bestimmt. Heiligenkraut und Rosmarin verstärken den mediterranen Eindruck dieses Gartens. In der Nische unter der Treppe steht eine Statue des heiligen Fiacrius, dem Schutzpatron der Gärtner.
Über eine weitere Treppe an der Westseite geht es zu dem noch einmal etwas tiefer gelegenen, einen Hektar großen Küchengarten, in dem über 900 Pflanzen kultiviert werden, darunter auch alte und fast vergessene Arten. Er ist nach dem klassischen Prinzip des 15. Jahrhunderts angelegt und durch zwei gerade Wege in vier von Buchsbaumhecken umstandene Karrees unterteilt, die wiederum in vier weitere Teile geteilt sind. Am Kreuzungspunkt der von Pflaumen- und Pfirsichbäumen gesäumten Wege in der Mitte des Gartens befindet sich ein großes Wasserbecken mit Fontäne. Neben Pfirsichen und Pflaumen werden im Garten weitere Obstsorten wie Nektarinen, Nashi-Birnen, Aprikosen, Feigen, Äpfel und Birnen angebaut. Eines der Pflanzvierecke ist Gewächsen mit kleinen Früchten wie Stachelbeeren, Johannisbeeren und Himbeeren vorbehalten. Eine Besonderheit ist die 100 Meter lange von verschiedenen Kürbispflanzen bewachsene Pergola. Im Küchengarten werden jedoch nicht nur Nutzpflanzen angebaut, an der Ostmauer dieses Bereichs wachsen auch Zierpflanzen wie Geranien und Säckelblumen. An der begrenzenden Westmauer des Küchengartens stehen zwei Rundtürme mit Kegeldächern, die heute als Lager und Abstellmöglichkeiten dienen. Früher waren sie die Unterkünfte für die Gärtner und wurden auch als Eselsstall genutzt.

#### Waldpark
Nördlich und westlich des Petit Valmers liegt ein 60 Hektar großer Waldpark, der sein Aussehen des 17. Jahrhunderts bewahren konnte. Sein Baumbestand besteht mehrheitlich aus Eichen und Hainbuchen, dazu Kastanien und Vogelkirschen. Zahlreiche gerade Waldwege, die den Park strahlenförmig durchziehen, bieten die Möglichkeit zu einem Waldspaziergang. An den Kreuzungspunkten stehen ähnliche Säulen wie jene auf der Oberen Terrasse des Schlossgartens. Ein erst kürzlich angelegtes Arboretum mit seltenen Bäumen und Sträuchern komplettiert die Pflanzenauswahl im Park. In ihm haben sich zwei alte Bauten erhalten: ein Vide-bouteille genannter, kleiner Pavillon mit abgeknickten Zeltdach und eine Belvedere genannte und von drei Bögen aus Backstein getragene Aussichtsplattform, die früher dazu diente, das Jagdgeschehen im Wald zu beobachten.

#### Weinanbau
Schlossherr Aymar de Saint-Venant und sein Sohn Jean betreiben auf 28 Hektar Fläche Weinbau. Sechs Hektar davon liegen innerhalb des ummauerten Schlossareals. Die beiden führen damit eine alte Familientradition fort, denn schon für das Jahr 1888 ist Weinbau in der Schlossdomäne verbürgt. Angebaut wird – wie allgemein üblich im Weinbaugebiet Vouvray – die Rebsorte Chenin Blanc für einen Weißwein der AOC Vouvray und Grolleau für einen Rosé der Appellation Touraine.